# Bergslagite
La bergslagite è un minerale appartenente al supergruppo della gadolinite.